# Associazione Veneta Treni Storici
L'Associazione Veneta Treni Storici è una Associazione di Promozione Sociale (APS) fondata a Verona il 29/12/1998 per volere di alcuni ferrovieri in servizio e pensionati, desiderosi di unirsi per formare un gruppo dedicato alla salvaguardia e alla conservazione dei rotabili ferroviari di interesse storico.
Nella metà degli anni Novanta presso il deposito locomotive di Verona “S. Lucia” erano rimasti accantonati diversi rotabili di interesse storico, sporadicamente utilizzati per qualche rievocazione. Temendo che si sarebbe arrivati alla demolizione di questi mezzi, un gruppo di ferrovieri in servizio e in pensione, ispirati da Italvapore, si sono ritrovati per costituire una associazione con l’obiettivo di preservare più rotabili possibili per ogni tipologia di trazione — a vapore, elettrica, Diesel. Durante i primi anni di esistenza della associazione, i soci hanno collaborato al ripristino funzionale delle locomotive 740 038 ed E 626 231, e al ripristino estetico delle ALn 873 3505 e 3511, in collaborazione con le maestranze del Deposito Locomotive di Verona. Tra le lavorazioni più importanti effettuate in questo primo periodo si possono menzionare la sostituzione di un cilindro della 740 038 (prelevato dalla 131 demolenda), e la pulizia profonda, con sabbiatura e riveniciatura, sia della 740 038 che della E 626 231 e delle due ALn 873 3505 e 3511.
In tempi più recenti, AVTS ha organizzato diversi eventi sul territorio, come ad esempio "Un fil di fumo arriva nel quartiere di Santa Lucia" nel 2010, sfruttando un tratto dismesso della Verona–Bologna per riportare il treno là dove la ferrovia aveva storicamente diviso due quartieri della città di Verona. Durante l’anno l'associazione organizza treni storici nel territorio del Triveneto, come il tradizionale treno dei mercatini di Natale per Trento e Bolzano. AVTS ha anche promosso il connubio fra cicloturismo e turismo ferroviario, con l’organizzazione di treni rievocativi con trasporto bici al seguito sull’itinerario Verona–Peschiera–Mantova, che offrono la possibilità di pedalare lungo la ciclovia del fiume Mincio costruita sul sedime della ex ferrovia Mantova–Peschiera. Presso il Deposito Locomotive di Verona, inoltre, sono anche state svolte nel 2011 delle riprese istituzionali per il 90° anniversario del treno del Milite Ignoto con protagonista la 740 038.
Grazie anche all'intervento di AVTS, si sono potuti salvare un discreto numero di mezzi storici che ancora oggi fanno parte del patrimonio dei rotabili oggi utilizzati per l’effettuazione dei treni storici.
Tra i mezzi originariamente assegnati a Verona e restaurati o rimessi in funzione da AVTS ci sono: 
- Locomotive a vapore: 940 022 (ora a Ve. Mestre), 940 041 (Pistoia), 625 100 (Pistoia), 625 142 (Pistoia) 625 027 (monumentata) (Pistoia), 740 293 (Ve. Mestre), 740 038 (Mi. Smistam.), 685 196 (Pistoia), 746 038 (monumentata c/o OGR Vr. P. Vescovo) (Pistoia);
- Locomotive Diesel: D 342 4009 (Pistoia);
- Locomotive elettriche: E 626 015, E 626 231 (La Spezia);
- Automotrici: ALn 773 3504 e 3505 (Foligno), ALn 773 3538 e 3558 (Foligno), ALn 873 3505 e 3511;
- Vetture: DUiz 93000 (Mi. C.le.).